# João Pedro (calciatore 2005)
João Pedro Murilo de Paula Morais, noto anche con lo pseudonimo di JP (Goiânia, 19 aprile 2005), è un calciatore brasiliano, centrocampista dell'Avaí in prestito dal Vasco da Gama.

## Carriera
João Pedro è cresciuto nel settore giovanile del Goiás, che ha lasciato nel 2019 per unirsi al Vasco da Gama. Il 4 maggio 2022 ha firmato il suo primo contratto professionistico ed il 14 aprile 2024 ha debuttato in prima squadra nell'incontro di Série A vinto 2-1 contro il Grêmio.

## Statistiche

### Presenze e reti nei club
Statistiche aggiornate al 30 giugno 2024.
| Stagione        | Squadra         | Campionato      | Campionato | Campionato | Coppe nazionali | Coppe nazionali | Coppe nazionali | Coppe continentali | Coppe continentali | Coppe continentali | Altre coppe | Altre coppe | Altre coppe | Totale | Totale | Totale |
| Stagione        | Squadra         | Comp            | Pres       | Reti       | Comp            | Pres            | Reti            | Comp               | Pres               | Reti               | Comp        | Pres        | Reti        | Pres   | Reti   |        |
| --------------- | --------------- | --------------- | ---------- | ---------- | --------------- | --------------- | --------------- | ------------------ | ------------------ | ------------------ | ----------- | ----------- | ----------- | ------ | ------ | ------ |
| 2024            | Vasco da Gama   | A/RJ+A          | 0+5        | 0          | CB              | 0               | 0               |                    | -                  | -                  |             | -           | -           | 5      | 0      |        |
| Totale carriera | Totale carriera | Totale carriera | 5          | 0          |                 | 0               | 0               |                    | -                  | -                  |             | -           | -           | 5      | 0      |        |